# Atractus ecuadorensis
Atractus ecuadorensis este o specie de șerpi din genul Atractus, familia Colubridae, descrisă de Savage 1955. Conform Catalogue of Life specia Atractus ecuadorensis nu are subspecii cunoscute.